# Margaretenweg 4

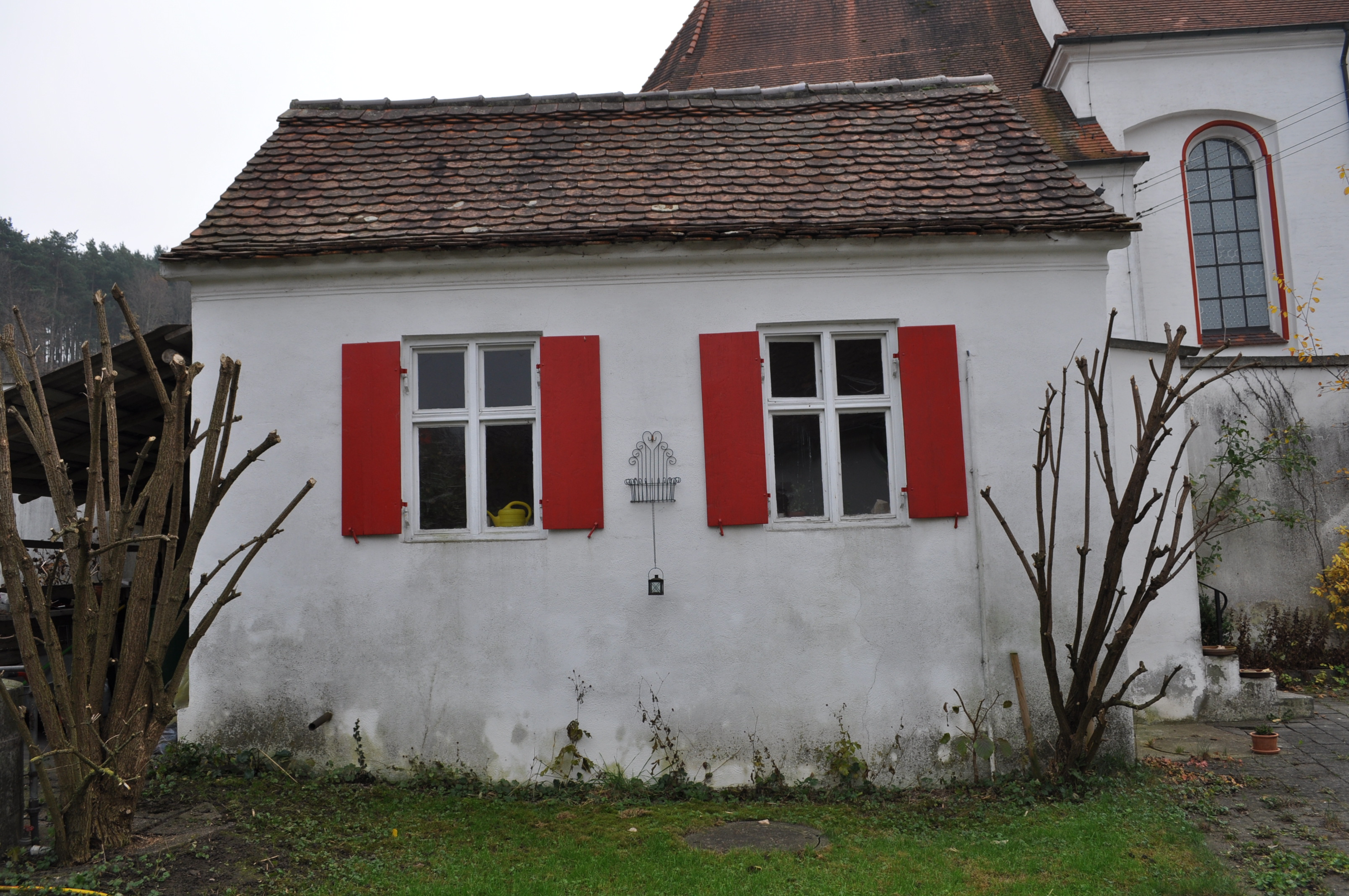
Wohnhaus Margaretenweg 4 in Aislingen (2011)

Das Gebäude Margaretenweg 4 in Aislingen, einer Gemeinde im Landkreis Dillingen an der Donau im bayerischen Regierungsbezirk Schwaben, wurde in der zweiten Hälfte des 17. Jahrhunderts errichtet. Das Wohnhaus ist ein geschütztes Baudenkmal.
Der eingeschossige Satteldachbau besitzt eine Fachwerkkonstruktion unter Putz.